# 89 B. de I.
89 B. de I. är en ort i Mexiko.   Den ligger i kommunen Ahome och delstaten Sinaloa, i den västra delen av landet, 1 200 km nordväst om huvudstaden Mexico City. 89 B. de I. ligger 14 meter över havet och antalet invånare är 187.
Terrängen runt 89 B. de I. är platt åt sydost, men åt nordväst är den kuperad. Terrängen runt 89 B. de I. sluttar söderut. Runt 89 B. de I. är det ganska tätbefolkat, med 80 invånare per kvadratkilometer. Närmaste större samhälle är Los Mochis, 13,3 km söder om 89 B. de I.. Trakten runt 89 B. de I. består till största delen av jordbruksmark.